# تشارلز فيتزباتريك
تشارلز فيتزباتريك (بالإنجليزية: Charles Thomas Fitzpatrick)‏ هو قاضي ومحامي وسياسي كندي، ولد في 19 ديسمبر 1853 في مدينة كيبك في كندا، وتوفي بنفس المكان في 17 يونيو 1942. حزبياً، نشط في حزب كيبيك الليبرالي والحزب الليبرالي الكندي.

## مناصب
- انتخب المحامي العام لكندا [الإنجليزية]‏ (13 يوليو 1896 – 9 فبراير 1902).
- انتخب وزير العدل [الإنجليزية]‏ (11 فبراير 1902 – 3 يونيو 1906).
- انتخب عضو الجمعية الوطنية في كيبك [الإنجليزية]‏.
- انتخب عضو مجلس العموم الكندي (19 أغسطس 1896 – 3 يونيو 1906).
- انتخب Lieutenant Governor of Quebec [الإنجليزية]‏ (23 أكتوبر 1918 – 31 أكتوبر 1923).
- انتخب Chief Justice of Canada [الإنجليزية]‏ (4 يونيو 1906 – 21 أكتوبر 1918).